# Iosif Trumpeldor
(Iosif Trumpeldor in punto di morte)
Iosif Trumpeldor (in russo Иосиф Трумпельдор?; in ebraico יוסף טרומפלדור‎?; sovente anglicizzato in Joseph Trumpeldor); Pjatigorsk, 1º dicembre 1880 – Tel Hai, 1º marzo 1920) è stato un militare russo, attivista sionista, fondatore della Legione Ebraica e dell'Hechaluz. Ucciso in un attacco arabo all'insediamento ebraico di Tel Hai, nel nord della Galilea, è l'eroe nazionale di Israele.

## Biografia

### La giovinezza e la guerra russo-giapponese
Nato da una famiglia ebraica di Pjatigorsk, in Russia, Trumpeldor divenne attivista sionista in giovane età, dopo essere rimasto fortemente influenzato dalle idee propugnate da Theodor Herzl al Primo congresso sionista di Basilea nel 1897. Studiò per diventare dentista, prima di arruolarsi nel 1902 come volontario nell'esercito dello zar di Russia. 
Tra il 1904 e il 1905 prese parte alla guerra russo-giapponese, dimostrando grande coraggio durante l'assedio di Port Arthur.
Fiero della propria origine ebraica, dovette fronteggiarsi dall'antisemitismo e dai pregiudizi diffusi nell'esercito zarista, presso il quale gli ebrei avevano la fama di codardi. Dopo un'azione militare, nella quale aveva dato grande prova di coraggio, rispose ad un proprio superiore che, convinto che nella propria compagnia non vi fossero ebrei, aveva sperato che non vi fossero neppure vigliacchi o traditori, ribattendogli: «Signore, io sono ebreo!».
Durante la guerra, Trumpeldor perse la mano sinistra e fu fatto prigioniero.
Liberato dopo aver trascorso un anno in un campo di prigionia giapponese, tornò in Russia, ove, per il valore dimostrato durante il conflitto, fu promosso ufficiale e insignito della Croce di San Giorgio, divenendo il primo ebreo nella storia dell'esercito zarista a ricevere tale onorificenza.

### L'inizio dell'attività sionista e la creazione della Legione Ebraica

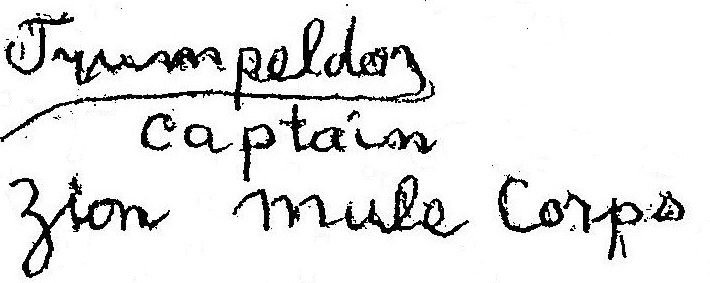
Documento autografo di Trumpeldor, capitano degli Zion Mule Corps

Nel 1912 Trumpeldor si trasferì in Palestina, all'epoca sotto la dominazione ottomana, ove visse e lavorò per alcuni anni nel kibbutz di Degania Alef. Nello stesso periodo, prese parte ad alcune operazioni di difesa degli insediamenti ebraici dagli attacchi arabi nella bassa Galilea. 
Nel 1913 partecipò all'undicesimo congresso sionista a Vienna, ove conobbe Ze'ev Jabotinskij.
Dopo lo scoppio della prima guerra mondiale, in conseguenza al suo rifiuto di prendere la cittadinanza ottomana e di arruolarsi nell'esercito turco, si rifugiò in Egitto, ad Alessandria. Sotto la protezione degli inglesi, sostenne la fondazione di milizie di autodifesa ebraiche. Nel 1915 fondò con Jabotinskij la Legione Ebraica (i cosiddetti "Zion Mule Corps"), inquadrata nell'esercito britannico: con essa partecipò alla sanguinosa battaglia di Gallipoli, durante la quale fu ferito a una spalla.

### La creazione dell'Hechaluz
Al termine della guerra, Trumpeldor fece ritorno in Russia. Qui proseguì il suo impegno a favore della causa sionista, istituendo l'Hechaluz, un movimento finalizzato a preparare i giovani pionieri ebrei alla fondazione di nuovi insediamenti in Palestina.
Tuttavia, nel 1919, dopo lo scoppio della rivoluzione russa e della conseguente forte instabilità politica che aveva reso molto elevato il rischio di pogrom, Trumpeldor decise di lasciare il Paese natale.

### Il ritorno in Palestina e la morte

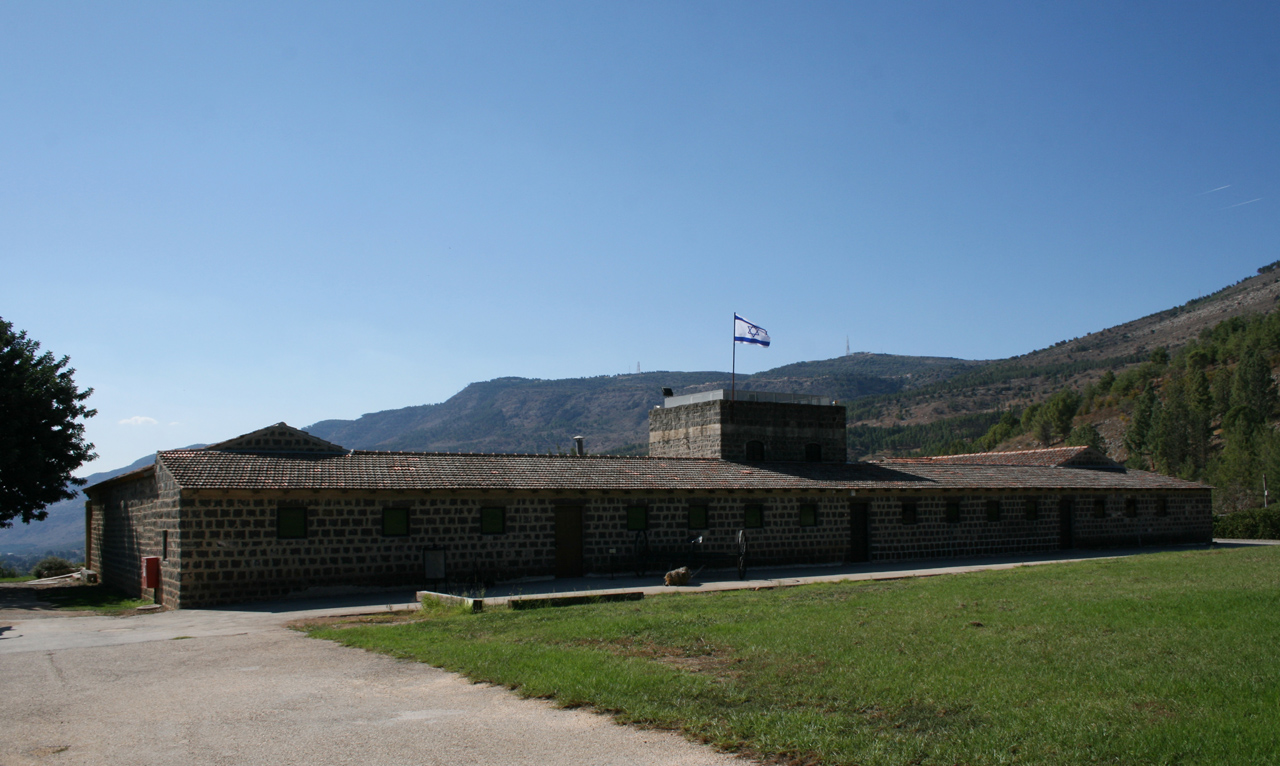
Il cortile dell'insediamento di Tel Hai, luogo dello scontro tra arabi ed ebrei del 1º marzo 1920.

Sul finire del 1919, Trumpeldor fece ritorno in Palestina e si unì alle milizie dell'HaShomer, impegnate nella difesa degli insediamenti ebraici nella valle di Hula, nella Galilea settentrionale.

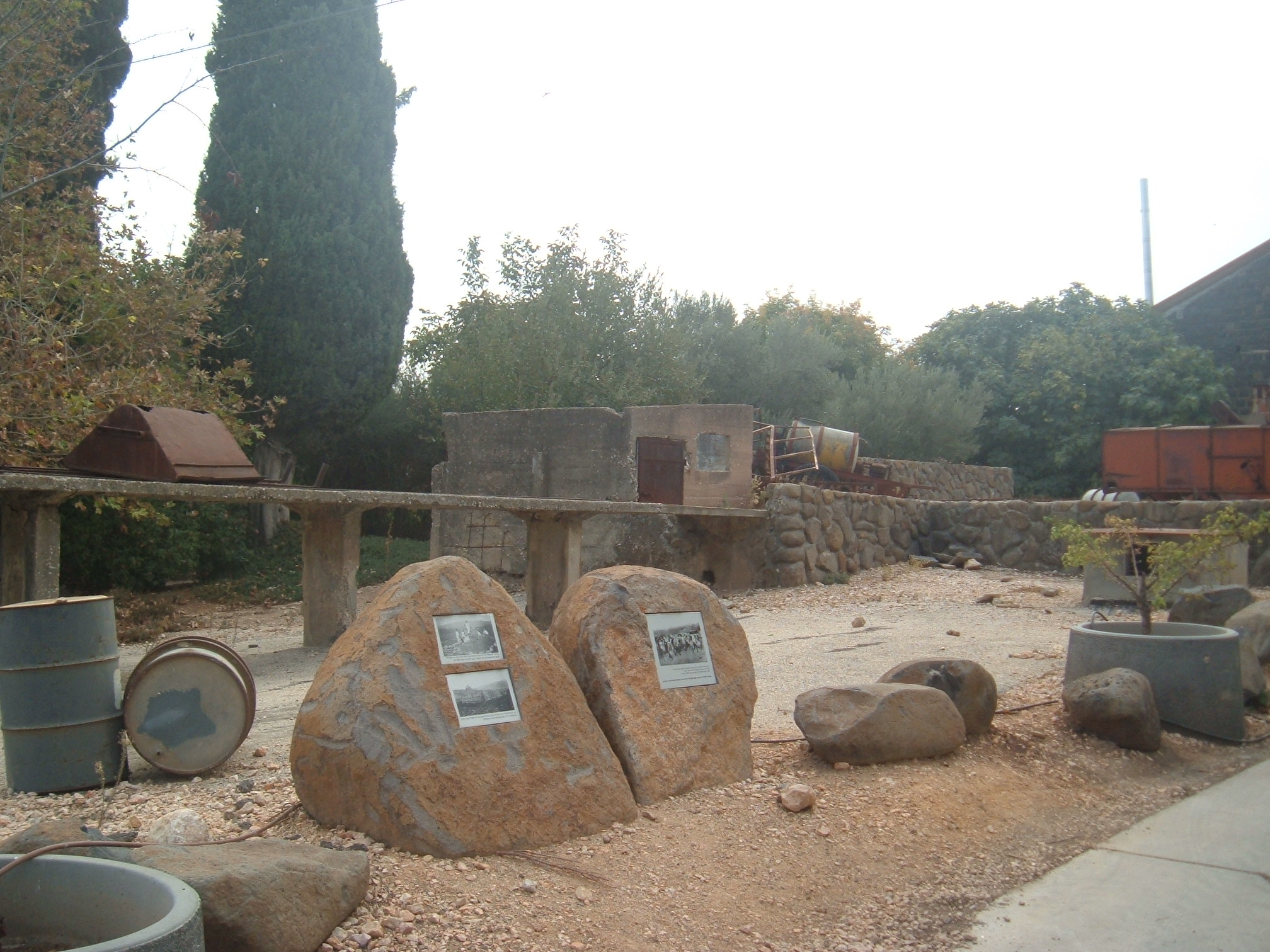
La prima tomba di Trumpeldor, a Kfar Giladi.

La regione, protesa all'estremo nord dell'attuale Israele, era posta sull'incerto confine tra il Mandato britannico della Palestina e il Mandato francese della Siria ed era frequente teatro di scontri tra l'esercito francese e gruppi arabi-sciiti, militanti a fianco del Regno di Siria nella ribellione contro il mandato francese. 
Al contrario, i rapporti tra gli arabi-sciiti del sud del Libano e i locali coloni ebrei erano stati, almeno fino alla fine degli anni dieci, relativamente pacifici: i primi si erano di solito mostrati ostili ai soli francesi; i secondi cercavano di mantenersi neutrali tra le due parti, soprattutto nella speranza che nessuna delle due occupasse l'area, affinché essa rimanesse sotto il Mandato britannico della Palestina e divenisse un giorno parte del futuro Stato ebraico. 
Ciononostante, negli ultimi tempi il rischio di attacchi arabi agli insediamenti ebraici si era notevolmente innalzato anche nella valle di Hula: nel gennaio 1920 due coloni residenti nel piccolo insediamento di Tel Hai erano rimasti uccisi in un assalto da parte delle milizie arabe. Trumpeldor era al corrente del pericolo e, temendo che ulteriori attacchi potessero colpire nuovamente Tel Hai, nonché gli altri due insediamenti ebraici della zona, Metulla e il kibbutz di Kfar Giladi, aveva chiesto invano al movimento sionista l'invio di rinforzi.
Il 1º marzo 1920 giunsero presso Tel Hai alcune centinaia di arabi-sciiti, provenienti dalla vicina regione libanese del Jabal Amil. Gli arabi sospettavano che alcuni militari francesi si fossero rifugiati a Tel Hai e pretesero che i coloni li facessero entrare per verificare. Gli ebrei non opposero resistenza, sia per le dimensioni numeriche della milizia araba, sia perché effettivamente non erano presenti francesi all'interno di Tel Hai. Nonostante gli arabi non avessero, almeno apparentemente, intenzioni ostili nei loro confronti, gli ebrei, con ancora vivo il ricordo dello scontro di due mesi prima, rimasero intimoriti dal numero di miliziani entrati nell'insediamento e un colono sparò un colpo in aria per chiedere rinforzi dal vicino kibbutz di Kfar Giladi.

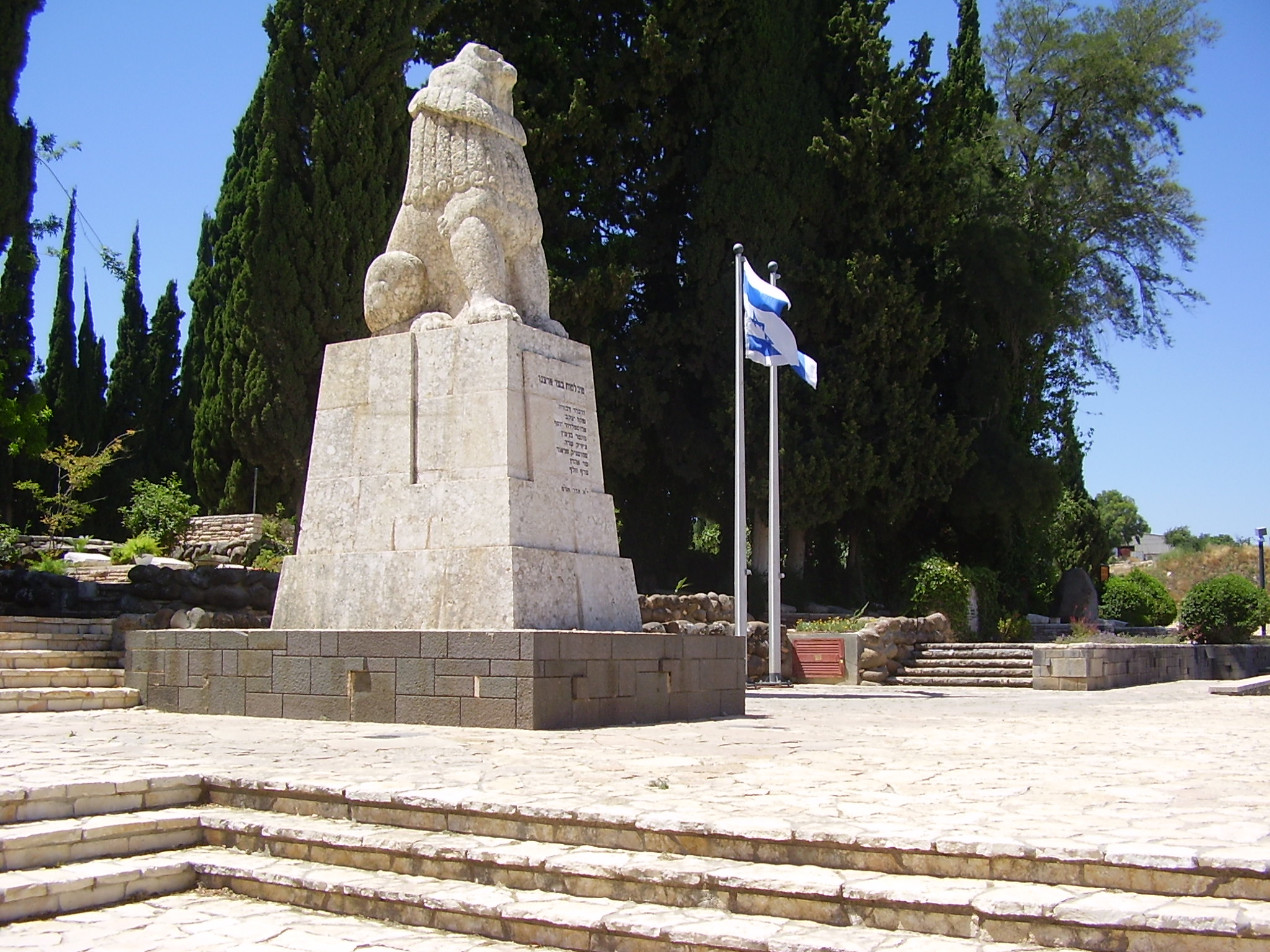
Il monumento raffigurante il Leone di Giuda, in memoria di Iosif Trumpeldor e degli altri sette caduti ebrei, a Tel Hai

Da qui partì un gruppo di dieci uomini, comandati proprio da Trumpeldor. Giunti a Tel Hai, probabilmente a causa di una serie di malintesi tra i due gruppi armati, ne sorse un diverbio e, di lì a poco, un vero e proprio scontro a fuoco. Gli ebrei, in netta inferiorità numerica, ebbero la peggio e Trumpeldor, insieme a sette compagni, rimasero uccisi.
Trumpeldor fu soccorso da un medico, che tuttavia non riuscì a salvargli la vita. In punto di morte, proferì al medico una frase probabilmente ispirata al dulce et decorum est pro patria mori di Orazio:
Trumpeldor fu inizialmente sepolto nel cimitero del kibbutz di Kfar Giladi, nel quale fu successivamente ricompresa anche Tel Hai.

### L'elevazione a eroe nazionale
In onore di Trumpeldor, nel 1934 fu eretta a Tel Hai una statua raffigurante il Leone di Giuda. In quell'occasione la salma fu traslata presso il monumento.
Nel 1950 fu fondata nelle vicinanze la città di Kiryat Shmona, il cui nome, che significa "la città degli otto", fu intitolato a Trumpeldor e agli altri sette caduti di Tel Hai.
Ogni anno, nell'anniversario della morte (l'11 del mese di Adar, nel calendario ebraico), la sua figura viene commemorata.
Il cimitero storico di Tel Aviv, inoltre, porta il suo nome.